# Edwardsville (Illinois)
Edwardsville je grad u američkoj saveznoj državi Ilinois. Prema popisu stanovništva iz 2010. u njemu je živjelo 24.293 stanovnika.